# Петропавловка (Абайская область)
Петропавловка (каз. Петропавловка) — село в Бородулихинском районе Абайской области Казахстана. Административный центр Петропавловского сельского округа. Код КАТО — 633877100.

## Население
В 1999 году население села составляло 1201 человек (591 мужчина и 610 женщин). По данным переписи 2009 года, в селе проживало 1160 человек (567 мужчин и 593 женщины).